# Hermann Crusius
Crusius Herman (ur. ?, zm. 1735) – przełożony Wyższego Urzędu Poczty we Wrocławiu w latach 1723–1727, reformator poczty wrocławskiej i śląskiej.
3 lutego 1723 został przełożonym Wyższego Urzędu Poczty we Wrocławiu, w latach 1727–1735 dzierżawcą poczty śląskiej.
Cesarz Karol VI specjalną instrukcją z 10.02.1723 uregulował funkcjonowanie poczty Crusiusa i podległych jej placówek śląskich. Nadano im wówczas podstawę prawną, określono wysokość opłat pocztowych, a w dalszych latach ograniczono liczbę osób korzystających z wolnego porto.